# Lagoa do Piató
Lagoa do Piató är en sjö i Brasilien.   Den ligger i delstaten Rio Grande do Norte, i den östra delen av landet, 1 700 km nordost om huvudstaden Brasília. Lagoa do Piató ligger 6 meter över havet. Arean är 3,7 kvadratkilometer. Den sträcker sig 1,7 kilometer i nord-sydlig riktning, och 5,6 kilometer i öst-västlig riktning.
Omgivningarna runt Lagoa do Piató är huvudsakligen savann. Runt Lagoa do Piató är det ganska glesbefolkat, med 38 invånare per kvadratkilometer.